# Muniz Ferreira
Muniz Ferreira is een gemeente in de Braziliaanse deelstaat Bahia. De gemeente telt 7.236 inwoners (schatting 2009).